# Кадук, Освальд
Освальд Кадук (нем. Oswald Kaduk; 26 августа 1906, Кёнигсхютте, Силезия, Германская империя — 31 мая 1997, Лангельсхайм, Германия) — унтершарфюрер СС, рапортфюрер концлагеря Освенцим.

## Биография
Освальд Кадук родился 26 августа 1906 года в семье кузнеца. После окончания школы работал мясником, а с 1927 года — пожарным в родном городе. В 1939 году добровольно вступил в общие СС. В марте 1940 года был призван в Войска СС в Берлине и отправлен на Восточный фронт, однако в июле 1941 года был переведён в концлагерь Освенцим в связи с плохим состоянием здоровья. Изначально служил часовым на вышке, затем стал блокфюрером и, в конце концов, рапортфюрером. Отличался особой жестокостью по отношению к узникам:
Летом 1944 года во время вечерней переклички выяснилось, что пропал заключённый. Другие заключённые должны были стоять до тех пор, пока его не найдут. Кадук и ещё один рапортфюрер избили заключённого таким образом, что он несколько раз падал на землю. Он лежал на спине. Кадук и его помощник встали ему на грудь, так что сломали ему рёбра. Они не останавливались, пока он не умер.
 В апреле 1943 года был награждён Крестом «За военные заслуги» 2-го класса с мечами. 30 сентября 1944 года отправил в газовую камеру 1000 человек. В январе 1945 года был переведён в концлагерь Маутхаузен.

### После войны
После окончания войны Кадук под чужим именем работал на сахарном заводе в Лёбау. В декабре 1946 года был опознан и арестован. 25 августа 1947 года советский военный трибунал приговорил его к 25 годам трудовых лагерей. В апреле 1956 года был освобождён из каторжной тюрьмы Бауцен. После освобождения переехал в Западный Берлин, где работал санитаром в больнице Тегель-Норд. За его полезные качества он получил прозвище «Папа Кадук». В июле 1959 года был арестован и предстал перед судом во Франкфурте-на-Майне вместе с другими сотрудниками концлагеря. 20 августа 1965 года был приговорён к пожизненному тюремному заключению за убийство 10 человек, соучастие в убийстве двух и пособничество в убийстве 1002 человек. Кроме того, был пожизненно лишён гражданских прав. В 1989 году был освобождён досрочно в связи с недееспособностью. Умер в 1997 году в Лангельсхайме.